# Legit (série télévisée)
Legit est une série télévisée américaine en 26 épisodes de 23 minutes créée par Jim Jefferies et Peter O'Fallon, et diffusée entre le 17 janvier 2013 et le 14 mai 2014 sur FX et FXX, et au Canada sur FX Canada.
Cette série est inédite dans tous les pays francophones.

## Distribution

### Acteurs principaux
- Jim Jefferies : Jim, un comédien
- Dan Bakkedahl : Steve, meilleur ami de Jim
- DJ Qualls : Billy, frère de Steve

### Acteurs récurrents
- Mindy Sterling : Janice Nugent, mère de Steve et Billy
- John Ratzenberger : Walter Nugent, père de Steve et Billy
- Sonya Eddy (en) : Ramona, infirmière de Billy
- Nick Daley : Rodney, ami de Jim
- Ginger Gonzaga : Peggy, petite-amie de Jim
- Eric the Midget (en) : Bookie

## Production
Le 14 mai 2014, la série est officiellement annulée.

## Épisodes

### Première saison (2013)
1. Pilot
2. Dreams
3. Love
4. Anger
5. Justice
6. Family
7. Health
8. Hoarders
9. Bag Lady
10. Cuckoo's Nest
11. Hat Hair
12. Misunderstood
13. Fatherhood

### Deuxième saison (2014)
Le 28 mars 2013, la série a été renouvelée pour une deuxième saison diffusée depuis le 26 février 2014.
1. Loveline
2. Death
3. Racist
4. Reunion
5. Checkmate
6. Rub & Slide
7. Afghanistan
8. Homeless
9. Licked
10. Weekend
11. Intervention
12. Sober
13. Honesty